# Clemens Ender
Clemens Ender (* 10. September 1971 in Bregenz) ist ein österreichischer Politiker (ÖVP) und Rechtsanwalt. Ender ist seit 20. November 2019 Abgeordneter zum Vorarlberger Landtag und war von 2010 bis 2020 Vizebürgermeister der Marktgemeinde Götzis.

## Ausbildung und Beruf
Clemens Ender wurde in der Vorarlberger Landeshauptstadt Bregenz geboren und wuchs in der Marktgemeinde Götzis auf. Dort besuchte er von 1976 bis 1980 die Volksschule und anschließend von 1980 bis 1989 das Realgymnasium Feldkirch. Im September 1989 begann Clemens Ender das Studium der Rechtswissenschaften an der Universität Innsbruck, welches er im Jänner 1995 mit einer banken- bzw. gesellschaftsrechtlichen Diplomarbeit zum Thema Einbringung von Bankunternehmen in eine Aktiengesellschaft nach den §§ 8a KWG bzw. 92 BWG als Magister iuris (Mag. iur.) abschloss. Während des Studiums war er Mitglied der katholischen Studentenverbindung KÖHV Leopoldina Innsbruck. Anschließend absolvierte er von März 1995 bis Februar 1996 die Gerichtspraxis am Bezirks- sowie am Landesgericht Feldkirch. Parallel dazu besucht Ender von 1995 bis 1996 den Postgradualen Lehrgang Betriebswirtschaft für Juristen am landeseigenen Bildungsinstitut Schloss Hofen in Lochau.
Ab März 1996 war Clemens Ender in der Rechtsanwaltskanzlei Giesinger & Giesinger in Feldkirch als Rechtsanwaltsanwärter tätig. Im Jahr 1999 schloss er das Doktoratsstudium der Rechtswissenschaften an der Universität Innsbruck mit einer Dissertation zum Thema Die Tonaufnahme – Mittel zum Schutz der Individualrechtsgüter ab und wurde zum Doktor der Rechtswissenschaften promoviert. Nach absolvierter Rechtsanwaltsprüfung ist Ender seit 1. Juni 2000 als Rechtsanwalt bei der Vorarlberger Rechtsanwaltskammer eingetragen. Seit 27. Juni 2000 ist er Gesellschafter und Partner der Feldkircher Anwaltskanzlei Giesinger, Ender, Eberle & Partner, Rechtsanwälte.

## Politischer Werdegang
Ender ist Mitglied des Österreichischen Wirtschaftsbunds, einer Teilorganisation der Österreichischen Volkspartei, und Parteimitglied der Vorarlberger Volkspartei. Er ist seit 1997 in der Gemeindepolitik engagiert und nahm das erste politische Mandat im Jahr 2000 an, als er in seiner Heimatgemeinde Götzis in die Gemeindevertretung gewählt wurde. Ab Mai 2005 war Clemens Ender als Gemeinderat im Götzner Gemeindevorstand tätig. Nach der Gemeindevertretungswahl 2010 wurde er von der Gemeindevertretung zum Vizebürgermeister der Marktgemeinde Götzis gewählt. Auch nach der Gemeindevertretungswahl 2015 wurde Ender in diesem Amt bestätigt.
Bei der Vorarlberger Landtagswahl am 13. Oktober 2019 kandidierte Clemens Ender für die Vorarlberger Volkspartei im Wahlbezirk Feldkirch am sechsten Listenplatz. Bei der Wahl konnte sich Ender durch ein gutes Vorzugsstimmenergebnis (2.186 Vorzugsstimmen) auf Platz fünf verbessern und wurde damit zu einem von zwei Nachrücker-Kandidaten der Volkspartei im Wahlbezirk Feldkirch. Er wurde nach dem Mandatsverzicht von Markus Wallner, nachdem dieser erneut zum Landeshauptmann gewählt wurde, am 20. November 2019 als Abgeordneter im Vorarlberger Landtag angelobt.

## Privatleben
Clemens Ender ist verheiratet und Vater von vier Kindern. Er lebt mit seiner Familie in Götzis. Ehrenamtlich ist Clemens Ender als Gründungsmitglied im Lions Club Rheintal-amKumma tätig.